# Mary Kenner
Mary Beatrice Davidson Kenner (* 17. Mai 1912 in Charlotte; † 13. Januar 2006 in Washington, D.C.) war eine US-amerikanische Erfinderin und Unternehmerin. Ihre bekannteste Kreation war die verbesserte Version des Menstruationsgürtels, eines Vorgängers der modernen Monatsbinde. Obwohl die Erfindung auf Interesse der Hygieneartikel-Industrie stieß, bekam Kenner aus nach eigenen Angaben rassistischen Gründen nie ein Vertragsangebot dafür. Später ließ sie das Patent nicht verlängern, wodurch der Gürtel gemeinfrei und von mehreren Herstellern erfolgreich auf den Markt gebracht wurde.
Obgleich Kenner am Erfolg ihrer Version des Gürtels nie teilhaben konnte, erdachte sie im Laufe ihres Lebens etliche weitere Erfindungen und erhielt später drei weitere Patente auf Alltagsprodukte für körperlich behinderte beziehungsweise eingeschränkte Personen.

## Familie
Mary Kenner wurde in Charlotte, North Carolina geboren. Laut eigener Aussage wachte sie im Alter von sechs Jahren stets morgens wegen einer quietschenden Tür auf. Sie habe deswegen versucht, ein selbstölendes Türscharnier zu bauen. Obwohl Kenners Versuch nicht erfolgreich war, interessierte sie sich seitdem für Erfindungen, was in ihrer Familie lag.
Ihr Großvater erfand eine Lichtsignalanlage für Eisenbahnen; die Idee sollen ihm Angestellte der daran interessierten Bahngesellschaft gestohlen und das Gerät vor ihm patentieren haben lassen. Kenners Vater Sidney Nathaniel Davidson, der hauptberuflich als Bestatter und Inhaber eines Mangel-Geschäfts tätig war, erfand unter anderem eine Scheibenwischanlage für Züge, eine Krankentrage mit Rädern sowie einen koffergroßen Hosenbügler. Für letzteren bot ihm ein kalifornisches Unternehmen 15.000 Dollar an, allerdings lehnte er das Angebot auf Anraten seiner Brüder ab, weil Eigenherstellungen nach ihrer Ansicht noch mehr Profit abwerfen würden. Für Davidson war das ein Misserfolg, da er lediglich ein Exemplar selbst produzieren konnte. Kenners Schwester Mildred verdiente ihren Lebensunterhalt im Erwachsenenalter unter anderem durch den Verkauf des selbst erdachten Brettspiels Family Treeditions, bei dem die Spieler ihre Stammbäume erforschen.
Als Kenner zwölf Jahre alt war, zog ihre Familie nach Washington, D.C. Zwei Jahre danach gründete sie mit ihren Geschwistern eine Jazz-Band. Ein Musikagent bekundete Interesse an der Gruppe, die jedoch nie einen Plattenvertrag erhielt, da dafür die Erlaubnis des Vaters nötig gewesen wäre, der Jazzmusik aus religiösen Gründen ablehnte. Kenner entwarf in dieser Zeit weitere Erfindungen, unter anderem eine Schwammspitze für aufgestellte nasse Regenschirme, um das Wasser aufzusaugen, sowie einen tragbaren, an Zigarettenschachteln befestigten Aschenbecher. Zudem verbrachte sie viel Zeit im städtischen United States Patent and Trademark Office, um zu überprüfen, ob ihre Ideen bereits von anderen Erfindern erdacht wurden, was laut ihrer Aussage meistens nicht der Fall gewesen sei.

## Karriere

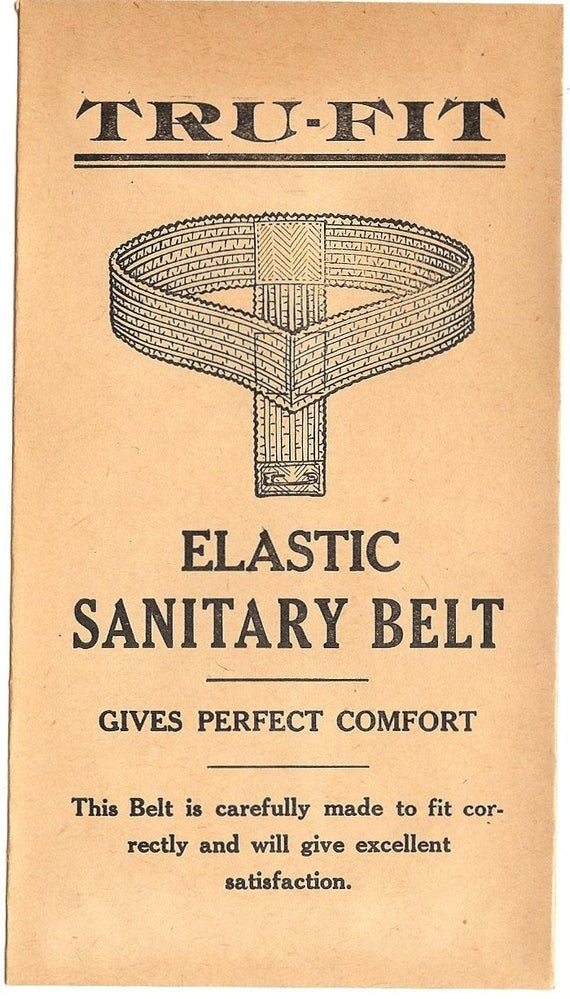
Typischer Menstruationsgürtel vor Kenners Version

Kenner gelang es 1954, ihre bekannteste Erfindung patentieren zu lassen, drei Jahre darauf eine verbesserte Version. Sie hatte erstere bereits als Jugendliche fertiggestellt, konnte sich aber nicht die Gebühren für die Patentanmeldung leisten. In den Vereinigten Staaten gab es ungefähr seit den 1920er Jahren zwar lose Einwegbinden und Tampons. Binden bestanden jedoch meistens aus scheuerndem Material, wurden in nur einer Größe produziert und waren daher vielen Frauen zu lang oder zu breit. Zudem verrutschten sie leicht, da sie nicht an der Unterwäsche befestigt werden konnten. Tampons galten als Zeichen „sexueller Unreinheit“, weswegen viele Frauen den Menstruationsgürtel wählten. An ihm wurden Binden mit Sicherheitsnadeln befestigt und saßen dadurch besser. Allerdings galt er als unbequem, darüber hinaus verrutschte die Binde dennoch oft, da er nur für durchschnittliche Körpertypen angefertigt wurde. Es gab später elastische Gürtel unter anderem aus Nylon, bei denen das Verrutschen trotzdem nicht ausgeschlossen war.
Kenners erster Entwurf des verbesserten Menstruationsgürtels war ein einfach und billig herzustellendes Modell aus Plastik. Es war im Vergleich zu herkömmlichen Gürteln zudem deutlich schmaler. Am Ende war eine bewegliche Erweiterung mit einer Schlaufe angebracht, durch die bei Bedarf eine Art Klammer gefädelt werden konnte. Zweitere hatte unter der abnehmbaren Schutzhülle eine selbstklebende Oberfläche und konnte so auf der Erweiterung befestigt werden. Dank dieses Zusatzes ließ sich der Gürtel besonders leicht verstellen und war daher für mehrere Körpertypen geeignet. Auch wurde die Binde nicht mehr mit Nadeln, sondern mit weiteren verstellbaren Schlaufen und Klebeklammern festgehalten. Kenners zweiter Gürtel hatte eine Ergänzung, ein an der Innenseite integriertes napkin pocket. In das feuchtigkeitsbeständige Täschchen wurde die Binde gelegt, um das Auslaufen von Blut noch besser zu verhindern.
Kurz nach ihrer zweiten Patentanmeldung bekundete Johnson & Johnson Interesse an Kenners Gürtel, allerdings bot ihr die Sonn-Nap-Pack Company einen Vertrag an. Laut Kenner seien Firmenvertreter bei ihrem ersten Treffen von ihrer afroamerikanischen Herkunft negativ überrascht gewesen. Daher hätten sie das Angebot zurückgezogen und versucht, ein eigenes Patent auf die Erfindung zu beantragen. Allerdings war Kenners Patent immer noch gültig, weswegen sie das Produkt selbst herstellen wollte, was an ihren fehlenden finanziellen Mitteln scheiterte; sie bekam auch keine weiteren Vertragsangebote. Nach einigen Jahren erlosch Kenners Patent, da sie es nicht verlängern ließ, sodass ihr Gürtel schließlich von mehreren Herstellern auf den Markt gebracht wurde. Er verkaufte sich gut, bis er einige Jahre später von selbstklebenden Binden abgelöst wurde.
Obwohl Kenner mit ihrem Menstruationsgürtel letztlich kein Geld verdiente, entwarf sie weiterhin mehrere Erfindungen. Dazu gehörten unter anderem ein Flugzeug, dessen Metall-Innenteile sich bei einem Absturz von den Passagieren wegbewegen sollten, sowie eine mobile Garage. Sie erhielt daneben drei weitere Patente; die zugehörigen Erfindungen waren von der Multiple-Sklerose-Erkrankung ihrer Schwester inspiriert. Die ersten waren ein Serviertablett sowie eine Tragetasche, die an Rollatoren und Rollstühlen befestigt werden konnten. Danach folgte ein Toilettenpapierhalter, mit dem sich das lose Ende der Rolle besonders leicht abtrennen ließ und für Personen mit Sehbehinderungen oder Arthritis gedacht war. Kenners letzte patentierte Erfindung war eine Brause für die Duschwand oder den Badewannenrand, um schwer erreichbare Körperteile reinigen zu können.

## Persönliches
Nach ihrem High-School-Abschluss 1931 schrieb sich Kenner an der städtischen Howard University ein. Allerdings musste sie das Studium aufgrund finanzieller Probleme abbrechen. Sie fand schließlich Arbeit bei der US-amerikanischen Regierung. Kenner war Angestellte im United States Census Bureau, später beim Government Accountability Office. Sie erhielt zudem die Aufgabe, jüngere Frauen bei Tanzabenden auf Militärstützpunkten zu beaufsichtigen. Bei einer dieser Veranstaltungen 1945 lernte Kenner einen Soldaten kennen, den sie bald darauf heiratete. Die Ehe wurde nach fünf Jahren geschieden, zudem kündigte Kenner in diesem Zeitraum auch bei der Behörde, da sie im Gegensatz zu weißen Kollegen mit weniger Erfahrung nie befördert worden wäre. Sie ließ sich stattdessen zur Floristin ausbilden und eröffnete in Washington mehrere Blumengeschäfte, die sie 23 Jahre lang betrieb. Kurz darauf heiratete Kenner den Schwergewichtsboxer Jack „Jabbo“ Johnson, mit dem sie nach McLean zog, in Nachbarschaft der Kennedys wohnte und fünf Adoptivsöhne großzog. Ihr Ehemann starb, als einige ihrer Kinder noch minderjährig waren. Im Januar 2006 starb Kenner im Alter von 93 Jahren in Washington.